# Allport (Arkansas)
Allport es un pueblo ubicado en el condado de Lonoke en el estado estadounidense de Arkansas. En el Censo de 2010 tenía una población de 127 habitantes y una densidad poblacional de 281,81 personas por km².

## Geografía
Allport se encuentra ubicado en las coordenadas 34°32′23″N 91°47′2″O / 34.53972, -91.78389. Según la Oficina del Censo de los Estados Unidos, Allport tiene una superficie total de 0.45 km², de la cual 0.45 km² corresponden a tierra firme y (0%) 0 km² es agua.

## Demografía
Según el censo de 2010, había 127 personas residiendo en Allport. La densidad de población era de 281,81 hab./km². De los 127 habitantes, Allport estaba compuesto por el 5.51% blancos, el 94.49% eran afroamericanos, el 0% eran amerindios, el 0% eran asiáticos, el 0% eran isleños del Pacífico, el 0% eran de otras razas y el 0% pertenecían a dos o más razas. Del total de la población el 0% eran hispanos o latinos de cualquier raza.